# Sphaeridium vitellinum
Sphaeridium vitellinum är en svampart som beskrevs av Fresen. 1852. Sphaeridium vitellinum ingår i släktet Sphaeridium, divisionen sporsäcksvampar och riket svampar.   Inga underarter finns listade i Catalogue of Life.